# Эдда
Эдда (др.-исл. Edda) — основное произведение германо-скандинавской мифологии. Является аналогом греческих Од.

## Этимология названия
Неизвестна причина, по которой книга Снорри Стурлусона получила название «Эдда». Существует несколько этимологий этого слова.
1. Производное от «Одди», названия хутора, где Снорри воспитывался и, может быть, нашел материалы для своей книги. «Эдда» в таком случае значит «книга Одди».
2. Производное от óðr — слова, которое иногда имело значение «поэзия». «Эдда» в таком случае значит «поэтика».
3. Слово «эдда» встречается в одной древнеисландской песне и, по-видимому, значит «прабабушка». В этом случае книга Снорри была почему-то названа «прабабушкой».

Все эти этимологии были выдвинуты давно и по очереди снова выдвигаются и отвергаются.

## Старшая и Младшая Эдда
Скандинавский эпос состоит из нескольких частей. В него входят Старшая Эдда и Младшая Эдда.
Епископ Бриньольв Свейнссон в 1643 году нашёл пергаментный кодекс, который содержал ряд песен о богах и героях, — о которых говорится и в книге Стурлусона. Бриньольв решил, что нашёл произведение самого Сэмунда Мудрого, который в Средние века прослыл в народе могущественным чернокнижником. Сэмунду приписывали универсальную мудрость, и сложилось впечатление, что Стурлусон в своей «Эдде» основывался на сочинении Сэмунда. Бриньольв написал на списке найденного им кодекса: «„Edda“ Saemundi multiscii», то есть «„Эдда“ Сэмунда Мудрого».
С этого момента слово «Эдда» приобрело новое значение. Вскоре оно было употреблено в печати. Впоследствии было установлено, что найденные Бриньольвом записи не имеют никакого отношения ни к названию «Эдда», ни к Сэмунду, однако название это закрепилось за ними. Они стали называться «Эддой Сэмунда», «Песенной Эддой» или «Старшей Эддой». А книга Снорри Стурлусона была названа «Эддой Снорри» или «Младшей Эддой».

## В астрономии
- В честь Эдды назван астероид (673) Эдда, открытый в 1908 году.